# Pull buoy

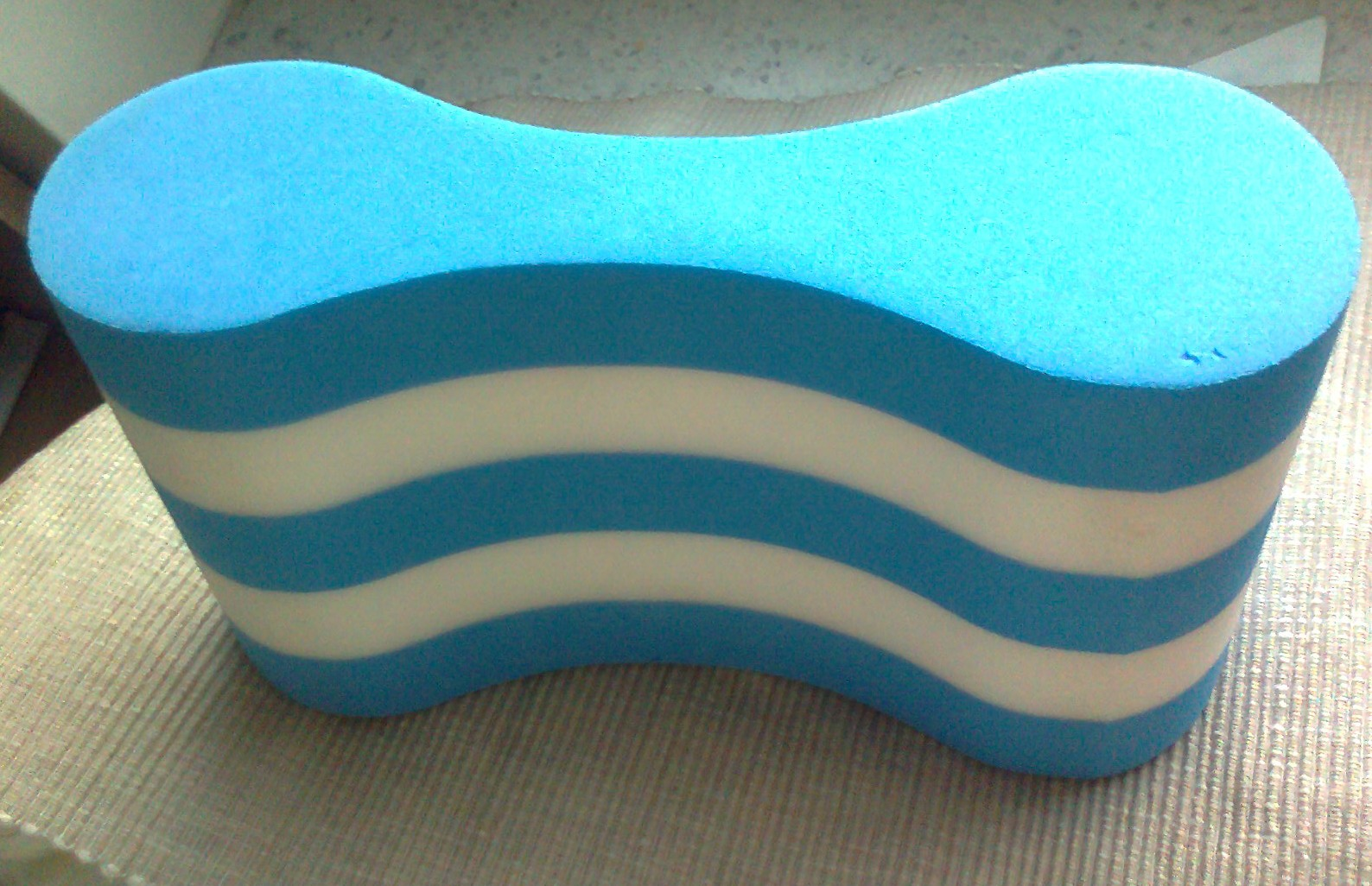

Il pull buoy è un attrezzo sportivo di allenamento utilizzato nel nuoto.
Il termine significa letteralmente "boa da tiro" e si utilizza per esercizi finalizzati all'allenamento delle braccia. Presenta una forma a otto e viene tenuto stretto tra le ginocchia, con la duplice funzione di obbligare il nuotatore a non utilizzare o utilizzare il meno possibile le gambe e al tempo stesso favorendo il galleggiamento degli arti inferiori.
Altri nomi comunemente usati sono: cilindri, cilindro, galleggiante, infragambe. Alcune minoranze lo denominano "bombolone", ma le origini di questa dicitura sono dubbie.